# Survivor in Love
Survivor in Love è il secondo ed ultimo album in studio del gruppo musicale italiano Baltimora, pubblicato nel 1987.

## Tracce
1. Key Key Karimba – 5:58
2. Global Love (featuring Linda Wesley) – 4:37
3. Jimmy's Guitar – 3:54
4. Come on Strike – 4:47
5. Set Me Free – 4:42
6. Survivor in Love – 4:58
7. Call Me in the Heart of the Night – 4:52
8. Eye to Eye – 4:12

### Edizione CD
1. Global Love (versione Mix) – 4:38

## Formazione
- Jimmy McShane - voce, cori
- Giorgio Cocilovo - chitarra acustica, chitarra elettrica
- Dino D'Autorio - basso
- Lele Melotti - batteria, programmazione, batteria elettronica, percussioni
- Gaetano Leandro - sintetizzatore
- Maurizio Bassi - tastiera, pianoforte, sintetizzatore addizionale
- Betty Vittori, Naimy Hackett, Linda Wesley, Malcolm McDonald, Marco Ferradini - cori